# Дарко Дозет
Дарко Дозет (Нови Сад, 7. децембар 1976) српски је фоторепортер.

## Биографија
Дарко Дозет је завршио Техничку школу „Милева Марић-Ајнштајн”, смер фотограф која је у време његовог школовања носила име Средњошколски центар "Јован Вукановић".
После завршетка средње школе 1996. године запослио се у новосадском дневном листу Дневник, од децембра 1998. године фоторепортер је новинске агенције Танјуг, а од 2007. ради у Вечерњим Новостима.
Дипломирао је на Факултету за менаџмент Универзитетa Унион — Никола Тесла, на одсеку Менаџмент у медијима, са темом „Значај кризних односа с јавношћу за изградњу имиџа организације“, а затим је на истом факултету завршио и мастер студије пословне економије одбраном рада „Значај интегрисаних маркетиншких комуникација за унапређење пословања“ из предмета стратегијски маркетинг .
Сарађивао је са најугледнијим светским новинским агенцијама, а фотографије су му објављивали готово сви светски листови и магазини.
Успешно је фотографисао ватерполо, одбојкашке, кошаркашке и фудбалске утакмице, а снимао је позоришне представе, протесте, као и 78 дана бомбардовања Југославије.
Његове фотографије илустровале су бројне књиге, каталоге и монографије.
Од 1998. године члан је Удружења новинара Југославије потом Удружења новинара Србије, а од 2017. до 2021 био је и члан Управе Удружења новинара Србије.
Самосталне изложбе имао је у више од 50 градова Србије и света. Добитник је више признања за рад и ставралаштво на пољу фотографије.
Оснивач је и председник Фото асоцијације Војводине, која окупља фоторепортере Војводине и оне који се интересују за фотожурнализам.
Од 2022. године  председник је Комисије за информисање Планинарског савеза Србије

## Монографије
- "Чувари успомена и сведоци историје" - монографија посвећена фоторепортерима Војводине[10][11]  978-86-89893-00-7 319203847
- "2о година у једној секунди" - монографија посвећена личном јубилеју[12]  978-86-86655-06-6  284294663

## Самосталне изложбе

#### Изложба о бомбардовању Југославије
- Торонто (Канада) март 2000. Грин рум кафе

#### Изложба „Корени душе“
Изложба фотографија „Корени душе“, обухвата 70 фотографија које приказују живот и страдање Срба на Косову и Метохији у првој деценији 21. века. Настала је у периоду између 1998.и 2007. године. Постављена је на сајт Владе Републике Србије о Косову и Метохији и приказана је у више од 20 градова у Србији, Румунији, Русији, Украјини и Белорусији. Нека од места у којима је изложба била приказана су:
- Нови Сад — септембар 2003. – Галерија Фото, кино и видео савеза Војводине
- Бачка Паланка — март 2004. Галерија Народне биоблиотеке "Вељко Петровић"
- Пожега — фебруар 2005. – Галерија културног центра
- Ужице — април 2005. – Хол Народног позоришта
- Чачак — мај 2005 – Дом Војске
- Бајина Башта — јун 2005.
- Лазаревац — јул 2005. – Модерна галерија Центра за културу
- Ваљево — август 2005. – Галерија 34 на Тешњару
- Рума — септембар 2005. Галерија Дома културе
- Косовска Митровица — октобар 2005 – Хол факултета
- Кострома (Русија) — септембар 2006. – Галерија Костромске богословије
- Нови Сад — март 2007. Велики хол Скупштине града[14][17]
- Темишвар (Румунија) — мај 2007. Дом Српске православне цркве и Савеза Срба Румуније[18]
- Решица (Румунија) — јун 2007. Галерија Дома културе
- Темишвар (Румунија) — 2007. Конзулат Републике Србије
- Санкт Петербург (Русија) — јун 2008. – Маринска палата (Скупштина С. Петербурга)
- Санкт Петербург (Русија) — септембар 2008. – Галерија Централне библиотеке Московске области[19]
- Санкт Петербург (Русија) — јануар 2009. – Галерија Митки
- Санкт Петербург (Русија) — март 2009. – Галерија Духовног центра у Александро-Невској лаври
- Москва (Русија) – октобар 2009. — Галерија Међународног центра словенске културе и писмености[2][20]
- Москва (Русија) — децембар 2009. – Музеј Хладног рата
- Витебск (Белорусија) — децембар 2009. – Галерија Богословије[21]
- Нижњи Новгород (Русија) — 2010[13][22]
- Минск (Белорусија) — јануар 2010. – Галерија Белоруског националног театра драме[21][23]
- Гомељ (Белорусија) — март 2011. – Галерија Словенске библиотеке

#### Изложба „Сведоци трајања“
Изложба „Сведоци трајања“ посвећена српским светињама у Румунији. Приказана у следећим местима:
- Зрењанин – јун 2012. – Народни Музеј[25][26][27]
- Темишвар – новембар 2012. – Галерија „Мансарда“ Факултета лепих уметности
- Букурешт – октобар 2013. – Музеј села
- Решице – септембар 2014. – Дани српске културе
- Кикинда – јануар 2015. – Културни центар Кикинде
- Нови Сад – април 2015. – Матица српска[28]
- Вршац – новембар 2015. – Градски музеј[29]
- Бела Црква – март 2016. – Градски музеј[30]
- Нови Бечеј - април 2016. - Главашева кућа[31]

Изложба Нови Сад
- Београд – март 2013. – Руски дом

Изложба “Нит која спаја”
- Санкт Петербург – август 2013. – Културни центар при Храму митрополита Петра

Изложба “Егзит прича” посвећена музичком фестивалу „Егзит“
- Нови Сад – октобар 2013. – Уметнички павиљон Универзитета у Новом Саду[32]

Изложба “Нижњи Новгород – Кормило Русије” посвећена граду побратиму Новог Сада
- Нови Сад – фебруар 2014. –Ликовни салон Културног центра Новог Сада[33][34]

Изложба „Живот и успомене“
- Нижњи Новгород – јули 2016. – Руски музеј фотографије „Волжско бијенале фотографије“[35]

Изложба „700 година Манастира Крупа“
- Нови Сад – јули 2017. – Културни центар Новог Сада[36]
- Суботица – септембар 2017.  – Галерија отвореног универзитета[37]
- Грачаница – октобар 2017.  – Дом Културе[38]
- Косовска Митровица – октобар 2017.  Галерија „Акваријус“[39][40]
- Загреб  –   новембар-децембар 2017.  Хол библиотеке СКД „Просвјета“[41]

Изложба „20 година у једној секунди“
- Подгорица – март 2018. – Културни центар „Будо Томовић“[42][43]
- Нови Сад – април 2018. – Музеј Војводине[44][45]

## Награде
- „Интерфер 2012“ - трећа награда на 17. интернационалном фестивалу репортаже у Апатину[1]
- „Интерфер 2013“ - диплома на 18. интернационалном фестивалу репортаже у Апатину[46]
- „Интерфер 2015“ - прва награда на 20. интернационалном фестивалу репортаже у Апатину[47]
- "Награда Лаза Костић" - Награда Удружења новинара Србије[48]
- Сребрни знак Црвеног крста Србије[3]